# C/1987 P1 (Bradfield)
C/1987 P1 (Bradfield) ist ein Komet, der im Jahr 1987 mit dem bloßen Auge gesehen werden konnte.

## Entdeckung und Beobachtung
Der Komet wurde am Abend des 11. August 1987 (Ortszeit) von William A. Bradfield in Australien mit einem 150-mm-f/5,5-Refraktor entdeckt. Es war seine insgesamt 13. Kometenentdeckung, etwa 3 ½ Jahre nach seiner letzten. Er hatte in diesem Zeitraum insgesamt 307 Stunden nach Kometen gesucht. Er war damit die erste Person im 20. Jahrhundert, die mehr als ein Dutzend Kometen entdeckt hat, und zwar alle als Alleinentdecker.
Bradfield wusste, dass er an diesem Abend nur eine kurze Zeit für die Suche nach Kometen haben würde, weil ihn der aufgehende Mond stören würde. Aber weil für die nächsten Tage schlechtes Wetter vorhergesagt war, fuhr er trotzdem zu seinem Beobachtungsort nördlich von Adelaide. Kurz nach dem Mondaufgang fand er den Kometen und beobachtete ihn noch eine Stunde lang. Er konnte nur eine ungefähre Position notieren. Nachdem er am nächsten Morgen seine Entdeckung weitergemeldet hatte, konnte sie am 12. August von mehreren anderen Beobachtern in Neuseeland und Australien bestätigt werden.
Zum Zeitpunkt seiner Entdeckung bewegte sich der Komet im Sternbild Wasserschlange, als er noch 1,57 AE von der Erde und 1,72 AE von der Sonne entfernt war. Trotz seiner bereits relativ großen Helligkeit von 9–10 mag wurde er offenbar nicht früher entdeckt, weil er sich zum Zeitpunkt seiner Opposition Mitte Mai des Jahres bei einer Helligkeit von 12 mag in den sternreichen Gegenden der südlichen Milchstraße aufhielt. Im Laufe des August und September wurde der Komet insbesondere von Beobachtern auf der Südhalbkugel verfolgt. Seine Helligkeit stieg dabei schon über 7 mag an. Ab Oktober wurde der Komet auch auf der Nordhalbkugel sichtbar. Seine Helligkeit nahm rasch zu, am 10. Oktober lag sie noch bei etwa 7 mag, bis Ende des Monats wurde der Komet auch für das bloße Auge sichtbar und erreichte etwa 5 mag im November 1987. Er war damit der hellste Komet seit der Wiederkehr des Halleyschen Kometen im Jahr 1986. Die Schweiflänge erreichte im November 2–4°.
Danach wurde er wieder schwächer und konnte ab Mitte Dezember nicht mehr mit bloßem Auge gesehen werden. Der Komet zeigte in der zweiten Monatshälfte neben einem knapp 2° langen Plasmaschweif für kurze Zeit auch einen deutlichen Gegenschweif. Im Januar nahm die Helligkeit und Schweiflänge ab, Mitte des Monats hatte er mit 88° seine größte Elongation von der Sonne erreicht und wurde noch vielfach beobachtet. Seine letzte Beobachtung erfolgte am 13. April 1988 am Cambridge Observatory bei einer Helligkeit von nur noch 11 mag.

## Wissenschaftliche Auswertung
Im Spektrum des Kometen konnten außer den kometentypischen Emissionslinien von CN, C2 und C3 auch diejenigen von Silicaten (Olivin) in hohem Maße festgestellt werden. Eine Abschätzung des Massenverlustes des Kometen ergab einen Wert von über 1 t/s im Abstand von 1,45 AE zur Sonne. Unter der Annahme, dass die gesamte von der Sonne beleuchtete Hemisphäre des Kometenkerns Material absondert, ergibt dies einen unteren Grenzwert für den Radius des Kerns von 1,3 km.
Das von der Kometenkoma ausgehende Licht wurde hinsichtlich seiner Polarisation untersucht, aus den Messergebnissen konnten Rückschlüsse auf Größe und Material der Staubpartikel gemacht werden. Dabei ergaben sich ebenfalls Hinweise auf Silicate.
Im Oktober und November 1987 wurden mit dem Nançay-Radioteleskop Beobachtungen der 18-cm-OH-Emissionslinie beim Kometen Bradfield vorgenommen. Es wurde dabei ein deutliches Signal festgestellt, woraus die Produktionsrate des Hydroxyl-Radikals abgeleitet werden konnte.
Photographische Aufnahmen des Plasmaschweifs des Kometen wurden dahingehend ausgewertet, die physikalischen Bedingungen der Kometenatmosphäre und des umgebenden interplanetaren Raums zu bestimmen und um mathematische Modelle für die beobachteten Effekte zu entwickeln. So wurde aus Aufnahmen des Plasmaschweifs die Geschwindigkeit des Sonnenwinds in der Umgebung des Kometen abgeleitet und mit Satellitenmessungen in der Nähe der Erde verglichen.
In der Helligkeitskurve des Kometen konnte eine Veränderlichkeit mit einer Periode von 6 Tagen nachgewiesen werden. Dies deutet möglicherweise auf eine Rotation des Kometenkerns mit der gleichen Periode hin.

## Umlaufbahn
Für den Kometen konnte aus 611 Beobachtungsdaten über einen Zeitraum von 245 Tagen eine elliptische Umlaufbahn bestimmt werden, die um rund 34° gegen die Ekliptik geneigt ist. Seine Bahn steht damit leicht schräg zu den Bahnebenen der Planeten. Im sonnennächsten Punkt der Bahn (Perihel), den der Komet zuletzt am 7. November 1987 durchlaufen hat, befand er sich etwa 130,0 Mio. km von der Sonne entfernt, im Bereich zwischen den Umlaufbahnen von Venus und Erde. Am 12. Dezember näherte er sich der Erde bis auf 124,7 Mio. km (0,83 AE). Weitere nennenswerte Annäherungen an die kleinen Planeten fanden nicht statt.
In der Nähe des aufsteigenden Knotens seiner Umlaufbahn bewegte sich der Komet um den 2. September 1987 in geringer Nähe zur Bahn des Mars, und zwar in nur etwa 6,5 Mio. km (0,043 AE) Abstand dazu. Es fand dabei aber keine größere Annäherung an den Mars statt, da der zu dieser Zeit auf seiner Bahn weit entfernt war.
Nach Bahnelementen der JPL Small-Body Database und ohne Berücksichtigung nicht-gravitativer Kräfte hatte seine Bahn einige Zeit vor der Passage des inneren Sonnensystems eine Exzentrizität von etwa 0,99447 und eine Große Halbachse von etwa 156,7 AE, so dass seine Umlaufzeit bei etwa 1960 Jahren lag. Der Komet könnte demnach bereits in der Antike um das Jahr 27 (Unsicherheit ±3,2 a) erschienen sein. 
Durch die Anziehungskraft der Planeten, insbesondere durch Vorbeigänge am Saturn am 1. September 1986 in etwa 7 ⅓ AE und am Jupiter am 23. Februar 1988 in etwa 3 ¾ AE Distanz, wurde seine Bahnexzentrizität auf etwa 0,99359 und seine Große Halbachse auf etwa 134,8 AE verringert, so dass sich seine Umlaufzeit auf etwa 1565 Jahre verkürzt. Wenn er um das Jahr 2770 den sonnenfernsten Punkt (Aphel) seiner Bahn erreicht, wird er etwa 40,2 Mrd. km von der Sonne entfernt sein, fast 270-mal so weit wie die Erde und 9-mal so weit wie Neptun. Seine Bahngeschwindigkeit im Aphel beträgt nur etwa 0,15 km/s. Der nächste Periheldurchgang des Kometen wird möglicherweise um das Jahr 3552 (Unsicherheit ±2,2 a) stattfinden.